# 艾特金
艾特金（Aitkin），美国明尼苏达州艾特金县城市，位于该县西部，为艾特金县县府所在地。总人口2,165（2010年美国人口普查）。